# Crossarchus platycephalus
Il crossarco a testa piatta (Crossarchus platycephalus Goldman, 1984) è un mammifero carnivoro della famiglia degli Erpestidi.

## Descrizione
Lungo circa 30–36 cm e pesante 0,5-1,5 kg, il crossarco a testa piatta è una specie di mangusta di taglia media (lunghezza condilo-basale del cranio non superiore ai 79 mm), con corpo raccolto e robusto, zampe brevi e testa assai stretta e conica; il muso si allunga in un naso mobile, che sporge parecchio in avanti rispetto al labbro superiore (come quello di un riccio). Ha occhi molto piccoli e orecchie arrotondate e di media grandezza; la coda, lunga circa metà del corpo, si assottiglia all'estremità, dove il pelo diviene più corto. Testa e gola hanno pelo rasato, grigio bruno, più chiaro rispetto al bruno scuro di corpo e arti. La pelliccia è fornita di un fitto sottopelo da cui sporgono peli setolosi, radi e ispidi finemente brizzolati di grigio.

## Distribuzione e habitat
Vive nelle foreste pluviali di Benin, Nigeria, Camerun, Guinea Equatoriale, Repubblica del Congo e Repubblica Centrafricana. La provenienza di un esemplare catturato nel Benin è incerta e indica come luogo di cattura dell'esemplare «Agouagou», località situata oltre la fascia delle foreste pluviali. Fino ad ora non è mai stato osservato un esemplare di questa specie in Gabon, ma molto probabilmente vive anche lì. Si incontra dal livello del mare fino ai 1600 metri.

## Biologia
Diurno e terricolo, si arrampica solo se costretto. Vive e caccia in famiglie e gruppi (di 6-12 esemplari) vagando su un territorio marcato con le ghiandole anali. Dorme in tane con più entrate, spesso in termitai. Comunica con molti segnali sonori. La sua dieta è onnivora: mangia soprattutto vermi di terra, ma cattura anche piccoli vertebrati, fino alle dimensioni di un grosso ratto (Trionomidi). La gestazione dura circa 70 giorni; in cattività si possono avere 2-3 nidiate l'anno, ognuna di 2 (più spesso 4) piccoli.